# منتخب سوريا تحت 17 سنة لكرة السلة للسيدات
منتخب سوريا لكرة السلة للسيدات تحت 16 سنة هو المنتخب الوطني لكرة السلة في سوريا للناشئات، يديره الاتحاد السوري لكرة السلة. مثل البلاد في المسابقات الدولية لكرة السلة للسيدات تحت 16 و17 عامًا.
شارك الفريق في بطولة آسيا للسيدات تحت 16 سنة فيبا لأول مرة في عام 2022، واحتل المركز الثاني من البطولة بعد خسارته أمام ساموا في النهائي.

## الفرقة الحالية
القائمة الحالية لبطولة آسيا للسيدات تحت 16 سنة فيبا 2023، القسم أ.

### الفرق الماضية
قائمة بطولة آسيا للسيدات تحت 16 سنة فيبا 2022، القسم ب.

## سجل البطولة

### كأس العالم للسيدات تحت 17 سنة فيبا
- 2010 إلى  2024: لم يتأهل

### بطولة آسيا للسيدات تحت 16 سنة فيبا
| سجل بطولة آسيا للسيدات تحت 16 سنة | سجل بطولة آسيا للسيدات تحت 16 سنة | سجل بطولة آسيا للسيدات تحت 16 سنة | سجل بطولة آسيا للسيدات تحت 16 سنة | سجل بطولة آسيا للسيدات تحت 16 سنة | سجل بطولة آسيا للسيدات تحت 16 سنة | سجل بطولة آسيا للسيدات تحت 16 سنة | سجل بطولة آسيا للسيدات تحت 16 سنة | سجل بطولة آسيا للسيدات تحت 16 سنة | سجل بطولة آسيا للسيدات تحت 16 سنة |
| سنة                               | القسم أ                           | القسم أ                           | القسم أ                           | القسم أ                           | القسم ب                           | القسم ب                           | القسم ب                           | القسم ب                           | القسم ب                           |
| سنة                               | المركز                            | لعب                               | ف                                 | خ                                 | المركز                            | لعب                               | فوز                               | خسارة                             |                                   |
| --------------------------------- | --------------------------------- | --------------------------------- | --------------------------------- | --------------------------------- | --------------------------------- | --------------------------------- | --------------------------------- | --------------------------------- | --------------------------------- |
| 2009                              | لم يشارك                          | لم يشارك                          | لم يشارك                          | لم يشارك                          | لا يوجد قسم ب / المستوى الثاني    | لا يوجد قسم ب / المستوى الثاني    | لا يوجد قسم ب / المستوى الثاني    | لا يوجد قسم ب / المستوى الثاني    |                                   |
| 2011                              | لم يشارك                          | لم يشارك                          | لم يشارك                          | لم يشارك                          | لا يوجد قسم ب / المستوى الثاني    | لا يوجد قسم ب / المستوى الثاني    | لا يوجد قسم ب / المستوى الثاني    | لا يوجد قسم ب / المستوى الثاني    |                                   |
| 2013                              | لم يشارك                          | لم يشارك                          | لم يشارك                          | لم يشارك                          | لا يوجد قسم ب / المستوى الثاني    | لا يوجد قسم ب / المستوى الثاني    | لا يوجد قسم ب / المستوى الثاني    | لا يوجد قسم ب / المستوى الثاني    |                                   |
| 2015                              | لم يشارك                          | لم يشارك                          | لم يشارك                          | لم يشارك                          | لا يوجد قسم ب / المستوى الثاني    | لا يوجد قسم ب / المستوى الثاني    | لا يوجد قسم ب / المستوى الثاني    | لا يوجد قسم ب / المستوى الثاني    |                                   |
| 2017                              | لم يشارك                          | لم يشارك                          | لم يشارك                          | لم يشارك                          | لم يشارك                          | لم يشارك                          | لم يشارك                          | لم يشارك                          |                                   |
| 2022                              | المركز السابع                     | المستوى الثاني                    | المستوى الثاني                    | المستوى الثاني                    | الثاني                            | 6                                 | 4                                 | 2                                 |                                   |
| 2023                              | المركز الثامن                     | 5                                 | 1                                 | 4                                 | المستوى الأول                     | المستوى الأول                     | المستوى الأول                     | المستوى الأول                     |                                   |

### بطولة غرب آسيا للسيدات تحت 16 سنة
| سنة     | المركز | لعب | فوز | خسارة |
| ------- | ------ | --- | --- | ----- |
| 2019    | البطل  | 2   | 2   | 0     |
| 2023    | البطل  | 4   | 3   | 1     |
| المجموع |        | 6   | 5   | 1     |